# 加賀東芝エレクトロニクス
加賀東芝エレクトロニクス株式会社（かがとうしばエレクトロニクス、KAGA TOSHIBA ELECTRONICS CORPORATION）は、石川県能美市に所在する東芝デバイス&ストレージの子会社である。

## 概要
トランジスタ、ダイオードといったディスクリート半導体（個別半導体）や汎用ロジックICの製造・販売を行なっている。敷地内にパワー半導体工場を5棟持ち、東芝グループではパワー半導体分野の国内最大級の生産力を持つ。

## 沿革
- 1984年 - 石川県の誘致により設立[2]。
- 1986年 - 操業開始する[2]。
- 1993年 - ISO-9001認証取得。
- 1998年 - ISO-14001認証取得。
- 2010年 - 組立生産累計総数が1,000億個突破する。
- 2015年 - 東芝のディスクリート半導体研究開発部門の集約により、石川県の本社機能立地促進補助金の適用第一号[3]となる。